# Porfobilinógeno sintasa
El porfobilinógeno sintasa, conocido como ácido δ-aminolevulínico deshidratasa, es una importante enzima en la vía biosintética del hemo y la pirimidina-5'-nucleotidasa, importante para el metabolismo del ADN. La enzima cataliza la condensación de dos moléculas de ácido aminolevulínico para formar porfobilinógeno. El porfobilinógeno es importante para la producción de tetrapirroles como el hemo, clorofilas y la vitamina B12. La ALA-deshidratasa es altamente sensible a la acción inhibitoria de metales pesados como el plomo. De manera que una intoxicación por plomo es capaz de causar una deficiencia de la enzima. Una causa muy infrecuente de porfirias es el defecto hereditario del porfobilinógeno sintasa.